# NGC 1502

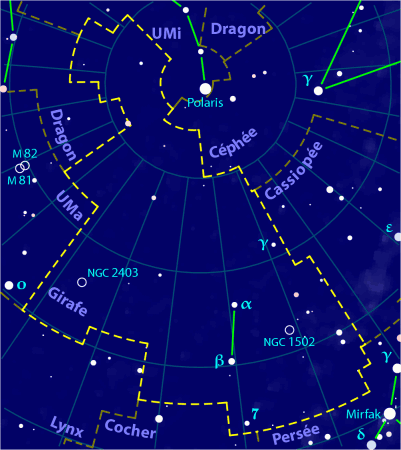
كوكبة الزرافة وموقع إن جي سي 1502 فيها.

إن جي سي 1503 في علم الفلك (بالإنجليزية: NGC 1502 ) هو تجمع نجمي مفتوح يرى في اتجاه كوكبة الزرافة. يبلغ اتساعه الزاوي 20,0' وشدة لمعانه 9و6 قدر ظاهري. أربعة من نجوم التجمع النجمي إن جي سي 1502 ذات لمعان بين 7 - 8 قدر ظاهري، وذات أطياف من تصنيف تصنيف O و تصنيف B ؛ كما يحوي نحو 45 نجما تصل شدة لمعانهم بيم 9 - 11 قدر ظاهري.
يوجد في وسط التجمع النجمي إن جي سي 1502 النجم المزدوج ADS 2984 طبقا لظهوره بالضوء المرئي. تبلغ المسافة بين جزئيه نحو 18 ثانية قوسية . يبين التحليل الطيفي لهذا النجم المزدوج أنه يتكون من نجمين كبيري الكتلة شديدان السخونة . وهما يشكلان نظاما نجميا يعتبر أشد النجوم في التجمع النجمي NGC 1502 سطوعا. يقدر العلماء عمر التجمع النجمي بنحو 10 ملايين سنة .
يبعد التجمع النجمي NGC 1502 عنا نحو 3000 سنة ضوئية ويبلغ قطره نحو 6 سنوات ضوئية.
اكتشف العالم الفلكي الألماني البريطاني التجمع النجمي إن جي سي 1502 في يوم 3 نوفمبر 1787.

## اقرأ أيضا
- ألفا الزرافة
- أن جي سي 2363-v1
- إن جي سي 2715

## وصلات خارجية
- Bild von NGC 1502
- DSS Images for NGC 1500 through NGC 1599
- WEBDA